# Nynorsk
Nynorsk (før 1929 kaldet landsmål) er siden 1885 en af to ligestillede former for norsk skriftsprog; den anden er bokmål. Nynorsk er udviklet af forfatteren og sprogforskeren Ivar Aasen i 1800-tallet med det formål at forene norske dialekter i et fælles sprog. Siden 1980 har minimum 25% af al offentlig information skullet udarbejdes på nynorsk.
Norsk retskrivning havde indtil august 2012 to niveauer: "hovedformer", som skulle bruges i lærebøger og af det offentlige (læreboknormalen), og "sideformer", som var tilladt i elevarbejde og officielt regnedes som korrekte. I den tiårige grundskole fastsattes det skriftlige oplæringssprog ("hovedmål") blandt de stemmeberettigede i skolekredsen. På ungdomsuddannelserne var det derimod eleven selv, der afgjorde, om nynorsk skulle være "hovedmål" eller kun "sidemål" (da med bokmål som "hovedmål").
Udbredelsen af nynorsk i skolen toppede i skoleåret 1943-44, hvor ca 34% af grundskole-eleverne havde nynorsk som hovedmål. I skoleåret 2009-10 var tallet faldet til 13,0% af eleverne. I Sogn og Fjordane amt var andelen godt nok 96,36%; men i andre amter, som f.eks Østfold, var andelen 0. Frafaldet efter skolegang er tydeligt: Ca 15% af grundskoleeleverne i amtet Telemark har nynorsk som hovedmål, men kun 2,2% af amtets militære rekrutter.
I 1995 stillede Norsk Gallup spørgsmål, om folk anvendte nynorsk eller bokmål som skriftsprog i privat sammenhæng. Ca 87% svarede, at de anvendte bokmål/riksmål, 7,4% nynorsk og 5% begge dele. Fem år senere blev undersøgelsen gentaget, med de samme tal som resultat.
Stortinget ønsker 25% af NRKs udsendelserne fremført på nynorsk. I 2019 blev kravet for første gang opfyldt.
Der eksisterer ikke noget sted, hvor beboerne vokser op med nynorsk som talesprog. De landsdele, hvor nynorsk er hovedmål i skolen, er netop der, hvor dialekterne står stærkest. Målfolkets slagord er derfor i dag: "Tal dialekt, skriv nynorsk!" Nynorsk er et skriftsprog, ikke et talesprog. Ivar Aasens landsmål var ikke forankret i nogen talt dialekt; tværtimod var landsmål en syntese af dialekterne, og af den skulle der vokse et talesprog frem. Dette mål har de fleste nynorsktilhængere opgivet i dag. Men ideen om at nynorsk skal udvikle sig til et fælles talesprog benævnt høgnorsk forsvares stadig af Ivar Aasen-sambandet.

## Ivar Aasen og landsmålet
Den første systematiske granskning af nynorsk sprog blev udført af Ivar Aasen, grundlægger af norsk sprogvidenskab. I 1840-erne rejste han rundt i Norge og studerede landets dialekter. I 1848 udgav han Det norske Folkesprogs Grammatik, og i 1850 kom Ordbog over det norske Folkesprog. Den første skitse til en norm kom i 1853 med Prøver af Landsmaalet i Norge. Aasen fuldførte landsmålsnormalen med publiceringen af Norsk Grammatik i 1864 og Norsk Ordbog i 1873.
Aasens arbejde byggede på den antagelse, at dialekterne havde en fælles struktur, som gjorde dem til ét sprog og skilte dem fra dansk og svensk. Det centrale for Aasen blev derfor at finde frem til og påvise den strukturelle lighed mellem dialekterne. Alt hans målarbejde var baseret på dette syn, og det er klart og principielt formuleret i de første linjer i indledningen til Norsk Grammatik: "Det Tungemaal, som tilhører den norske Almue, har meget tilfælles med det svenske og dernæst ogsaa med det danske, men adskiller sig fra dem begge ved et Forraad af særegne Ord og Former, og har i det Hele saa meget eiendommeligt i Formen, at det ikke kan falde sammen med noget af disse Nabosprog, men maa nødvendig tænkes opstillet ved Siden af dem som en selvstændig Sprogform. I selve Grundlaget falder det nærmere sammen med den islandske Sprogform, som egentlig ogsaa er udgaaen fra Norge; men alligevel har dog den norske Form udviklet sig anderledes end den islandske, saa at ogsaa disse nu ere noget ulige."
Den sprogvidenskabelige følge af teorien var, at Aasen så det som sin opgave at abstrahere enheden i mangfoldigheden af dialekter. Derfor behøvede han et grundlæggende kriterium i vurderingen af de mange forskellige former, og dette fandt han i begrebet "den fuldkomneste Form", som blev et af de mest centrale begreber i hans sprogteori. I 1846 definerede han begrebet sådan: "Som fuldkomneste Form ansees den, der stemmer mest overeens med de beslægtede Ord, med andre Ord af samme Slags, og med Formerne i det gamle Sprog. Saaledes er f. Ex djup fuldkomnere end jup, Morgon fuldkomnere end Morgaa, Moron og Maaro, etla fuldkomnere end esle og elsje." Ingen enkelt dialekt havde alle de fuldkomne former: "Overalt tjener den ene Dialekt til at oplyse den anden; den fuldkomneste Form findes snart i Agershuus, snart i Bergens, snart i Kristiansands Stift."
Nynorsk har fra starten af haft førsteprioritet i norsk kulturpolitik. Den første forfatterløn i Norge blev tildelt Ivar Aasen i 1851. I perioden 1870-1914 var der faste poster i statsbudgettet som gikk til bibeloversættelser til nynorsk, indsamling af folkeviser på dialekt, og bidrag til nynorske udgivelser som Syn og Segn og det nynorsktalende Norske teater i Oslo.

## Purisme
Purisme – modvilje mod og uddrivelse af udenlandske ord – har spillet en afgørende rolle i normeringen af nynorsk. Forvirrende nok var purismen rettet mod ord af dansk og tysk oprindelse, men ikke ord af græsk og latinsk oprindelse, der lå talesproget fjernt – uden tanke for, at disse ord var endnu mere fremmede for norsk end dagligdags og velkendte ord indlånt fra dansk og tysk. F.eks måtte man ikke skrive "forandre", men "reformere" – ikke "nøjagtig", men "eksakt" – ikke "naragtig", men "koket" – ikke "gengæld", men "revanche" osv. Ord, der begynder med an-, be-, bi-, er-, og ord, der ender med -agtig, -else, -mæssig måtte ikke under nogen omstændigheder benyttes i nynorsk. Suffikset -inde i hunkønsord er af tysk ophav og derfor ilde set. Norsk måldyrkarlag foreslog i 1932 at formen lærarinne (= lærerinde) skulle erstattes med skuledeie eller lærardros. Bibeloversætteren Alexander Seippel syntes songarinne (= sangerinde) burde erstattes med songardros. I 2000 fik man dog en liberalisering, hvor Språkrådet udsendte en liste på i alt 304 tidligere forbudte ord, der nu kan benyttes, blandt andet "anledning" og "hukommelse".